# Jean-Yves Paumier
Pour les articles homonymes, voir Paumier (homonymie).
Jean-Yves Maurice Paumier, né le 1er novembre 1945 à Paris, est un vernien français.

## Biographie
Polytechnicien, expert en prospective et aménagement du territoire, il dirige à Nantes la société Atlanconsult qu’il a créée en 1974. Membre de la Société Jules-Verne, il est chancelier de l'Académie littéraire de Bretagne et des Pays de la Loire depuis 2011 et fait partie du jury du Prix Combourg.

## Publications
- Les Ports moyens dans le système portuaire français, Ministère des transports, 1980
- Jules Verne‚ voyageur extraordinaire - Géographie des mondes connus et inconnus; Glénat/Société de Géographie‚ 2005
- Guide littéraire de Loire-Atlantique, Siloë, 2010
- La Bretagne Pour les nuls, First, 2011